# Високите
Висо́ките (болг. Високите) — село в Смолянській області Болгарії. Входить до складу общини Мадан.

## Населення
За даними перепису населення 2011 року у селі проживали 20 осіб, з них 13 осіб (86,7 %) — турки.
Розподіл населення за віком у 2011 році:
Динаміка населення: